# Сабаса
Сабаса (рум. Sabasa) — село у повіті Нямц в Румунії. Входить до складу комуни Борка.
Село розташоване на відстані 308 км на північ від Бухареста, 51 км на північний захід від П'ятра-Нямца, 134 км на захід від Ясс.

## Населення
За даними перепису населення 2002 року у селі проживали 2107 осіб. Рідною мовою 2106 осіб (> 99,9%) назвали румунську.
Національний склад населення села:
| Національність | Кількість осіб | Відсоток |
| -------------- | -------------- | -------- |
| румуни         | 1978           | 93,9%    |
| цигани         | 128            | 6,1%     |